# Блюваль, Марсель
Марсель Блюваль (фр. Marcel Bluwal, 25 мая 1925 — 23 октября 2021) — французский кинорежиссёр, сценарист, актёр, директор театра. Преподавал в Национальной консерватории драматического искусства Парижа с 1975 года по 1980 год. Работал на телевидении.

## Политические обязательства
В 1950-е годы был одним из сподвижников Французской коммунистической партии, в которую он официально вступил после 1968 года. Вышел из партии в 1981 году.

## Личная жизнь
Он был женат на Даниэль Лебрен, они имели дочь, Эммануэль Блюваль.

## Фильмография

### Режиссёр
- 1955 — Праздничный ужин / Le réveillon
- 1956 — Ревизор / Le revizor ou L’inspecteur général
- 1959 — Волки / Les loups
- 1961 — Женитьба Фигаро / Le mariage de Figaro
- 1962 — Грузовой лифт / Le monte-charge
- 1963 — Цепная реакция / Carambolages
- 1964 — Войцек / Woyzeck
- 1964 — Театр для юношества: Чёрная Индия / Les Indes noires
- 1965 — Дон Жуан, или Каменный пир / Dom Juan ou Le festin de pierre
- 1969 — Братья Карамазовы / Les frères Karamazov
- 1971 — Мера за меру / Mesure pour mesure
- 1972 — Отверженные / Les misérables
- 1975 — Сара / Sara
- 1978 — Лулу / Lulu
- 1980 — Мизантроп / Le misanthrope
- 1982 — Моцарт / Mozart
- 1983 — Тереза Эмбер / Thérèse Humbert
- 1986 — Мюзик-холл / Music Hall
- 1990 — Золотая капля / La goutte d’or
- 1991 — Билли / Billy
- 1999 — Самое счастливое место на Земле / Le plus beau pays du monde
- 2013 — Есть ещё порох / Les vieux calibres

### Сценарист
- 1962 — Грузовой лифт / Le monte-charge
- 1971 — Мера за меру / Mesure pour mesure
- 1972 — Отверженные / Les misérables
- 1975 — Сара / Sara (адаптация)
- 1978 — Лулу / Lulu (и адаптация)
- 1982 — Моцарт / Mozart
- 1986 — Мюзик-холл / Music Hall
- 1990 — Золотая капля / La goutte d’or
- 1991 — Билли / Billy
- 1999 — Самое счастливое место на Земле / Le plus beau pays du monde (адаптация)
- 2013 — Есть ещё порох / Les vieux calibres